# Camptotypus stigmaticus
Camptotypus stigmaticus är en stekelart som först beskrevs av Kirby 1884.  Camptotypus stigmaticus ingår i släktet Camptotypus och familjen brokparasitsteklar. Utöver nominatformen finns också underarten C. s. cheesmanae.